# Freddie Bartholomew
Freddie Bartholomew (28 maart 1924 - 23 januari 1992), geboren als Frederick Cecil Bartholomew te Dublin, was een Brits acteur en kindster in de jaren 30.

## Biografie
Bartholomew werd als kind achtergelaten door zijn ouders en werd vervolgens door zijn tante opgevoed in Londen. Hij speelde als kind al in films, maar brak in 1935 door in de film David Copperfield. Hij kreeg de rol toen hij werd opgemerkt door David O. Selznick. Hij had David Holt al de rol gegeven, maar verving hem onmiddellijk voor de jonge Bartholomew.
Bartholomew speelde in veel succesvolle films in de jaren 30, maar toen hij ouder werd, nam zijn populariteit af. Hij bleef acteren tot in de jaren 40, maar was rond deze tijd al niet succesvol meer. Zijn laatste film werd uitgebracht in 1951.
Bartholomew zonderde zich af van Hollywood en vertelde dat hij dit een bittere plek vond. Ondanks dat, werkte hij in de jaren 80 als producent bij As the World Turns.
Bartholomew stierf in 1992 aan emfyseem.

## Filmografie (selectie)
- 1935: David Copperfield
- 1935: Anna Karenina
- 1935: Professional Soldier
- 1936: Little Lord Fauntleroy
- 1936: Lloyd's of London
- 1937: Captains Courageous
- 1938: Kidnapped
- 1938: Listen, Darling
- 1944: The Town Went Wild
- 1951: St. Benny the Dip

- Bibsys: 99000073
- Biblioteca Nacional de España: XX1297964
- Bibliothèque nationale de France: cb140077459 (data)
- Gemeinsame Normdatei: 1147295107
- International Standard Name Identifier: 0000 0000 6301 9607
- Library of Congress Control Number: n85151838
- Nationale bibliotheek van Australië: 35061483
- Nationale Bibliotheek van Israël: 987007447614105171
- SNAC: w6dz3m9t
- Système universitaire de documentation: 137763387
- Virtual International Authority File: 34654928
- WorldCat: E39PBJkp6dgMxkrrmDDqR3XDbd